# Camilla Franks
 (mai 2025).
Pour les articles homonymes, voir Franks.
Camilla Franks (née le 15 mars 1976) est une créatrice de mode australienne, connue pour ses créations de caftans aux couleurs vives et ses vêtements de villégiature.

## Son enfance
Née à Sydney, la mère de Franks a d'abord été mannequin avant de devenir acheteuse de mode. Son père, quant à lui, était architecte. La famille passait ses vacances d'été à Fraser Island , où Camilla Franks et son frère avaient l'habitude de nager et d'attraper des lézards. À l'âge de 14 ans, le frère cadet de Camilla Franks, Ben, a fait une chute mortelle des falaises de Watsons Bay, laissant Franks accablée de chagrin. Pour tenter de s'en sortir, elle s'est consacrée entièrement au travail, se lançant dans différentes carrières telles que l'organisation d'événements, la publicité puis le théâtre. C'est en créant des costumes pour certaines de ses performances, à partir de vieux saris et kimonos, qu'elle reçut des éloges pour ses vêtements, l'incitant à se lancer dans la création de mode.
Camilla Franks s'est inspirée de sa mère et de sa grand-mère, qui portaient toujours un kimono, un caftan ou un foulard.
Adolescente, elle a passé un an à Londres où elle a rencontré pour la première fois son partenaire actuel, JP Jones.

## Carrière
Inspirée par ses voyages et différentes techniques de conceptions exotiques, Camilla Franks a fondé la marque de mode Camilla en 2004 à Bondi Beach en Australie,. Moins d'un an plus tard, le grand magasin de luxe David Jones hébergeait sa collection. Connue pour ses caftans luxueux et lumineux, ses créations ont été portés par des célébrités comme Oprah Winfrey et Beyoncé. La marque Camilla est désormais vendue dans le monde entier et s'est diversifiée, passant de la création de simples caftans à la création d'accessoires, de vêtements d'intérieur et de prêt-à-porter,.

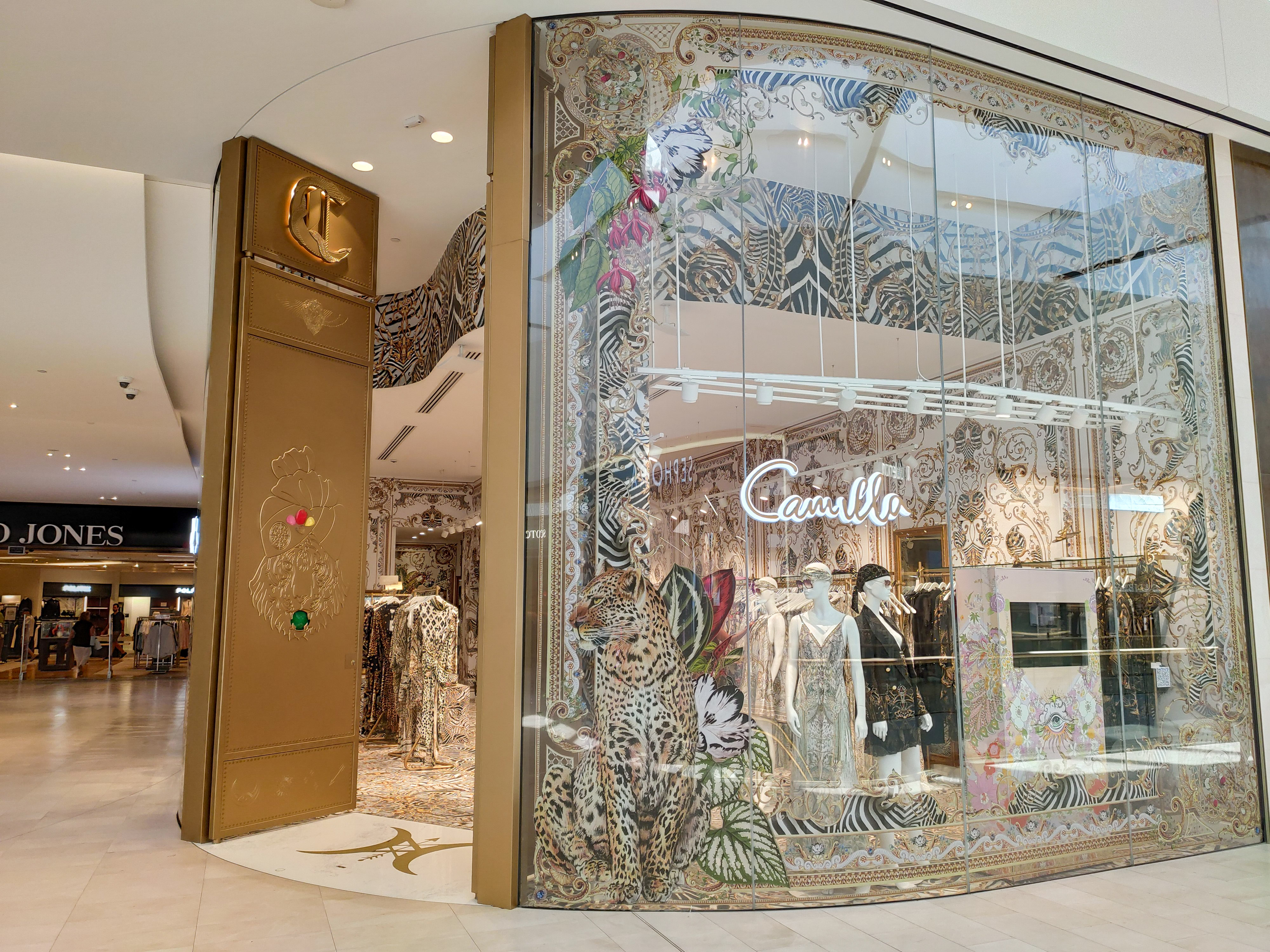
La boutique Camilla dans le centre commercial Karrinyup

Au fil des ans, les magasins de la marque Camilla ont été la cible d'une série de vols. Les voleurs ont même volé des vêtements d'une valeur de 240 000 $ dans le seul magasin de Bondi. En janvier 2023, Tattarang a pris une participation minoritaire dans Camilla dans le cadre d'un accord estimé à environ 40 millions de dollars.
Camilla Franks a co-conçu des gammes et a été ambassadrice d'entreprises telles que Designer Rugs, Linen House, Austral Bricks, Ovvio Organics et Pommery Champagne,,,.
En 2011, Camilla Franks a été invitée dans les émissions de télévision Beauty and the Geek et Project Runway Australia en tant que juge. En 2013, elle a participé à un épisode de Australia's Next Top Model.
En 2021, elle était candidate à Celebrity Apprentice Australia et a été la neuvième à quitter la série.
En 2022, Camilla Franks a joué son propre rôle dans la série The White Lotus, où elle est apparue dans l'épisode 6.

## Vie personnelle

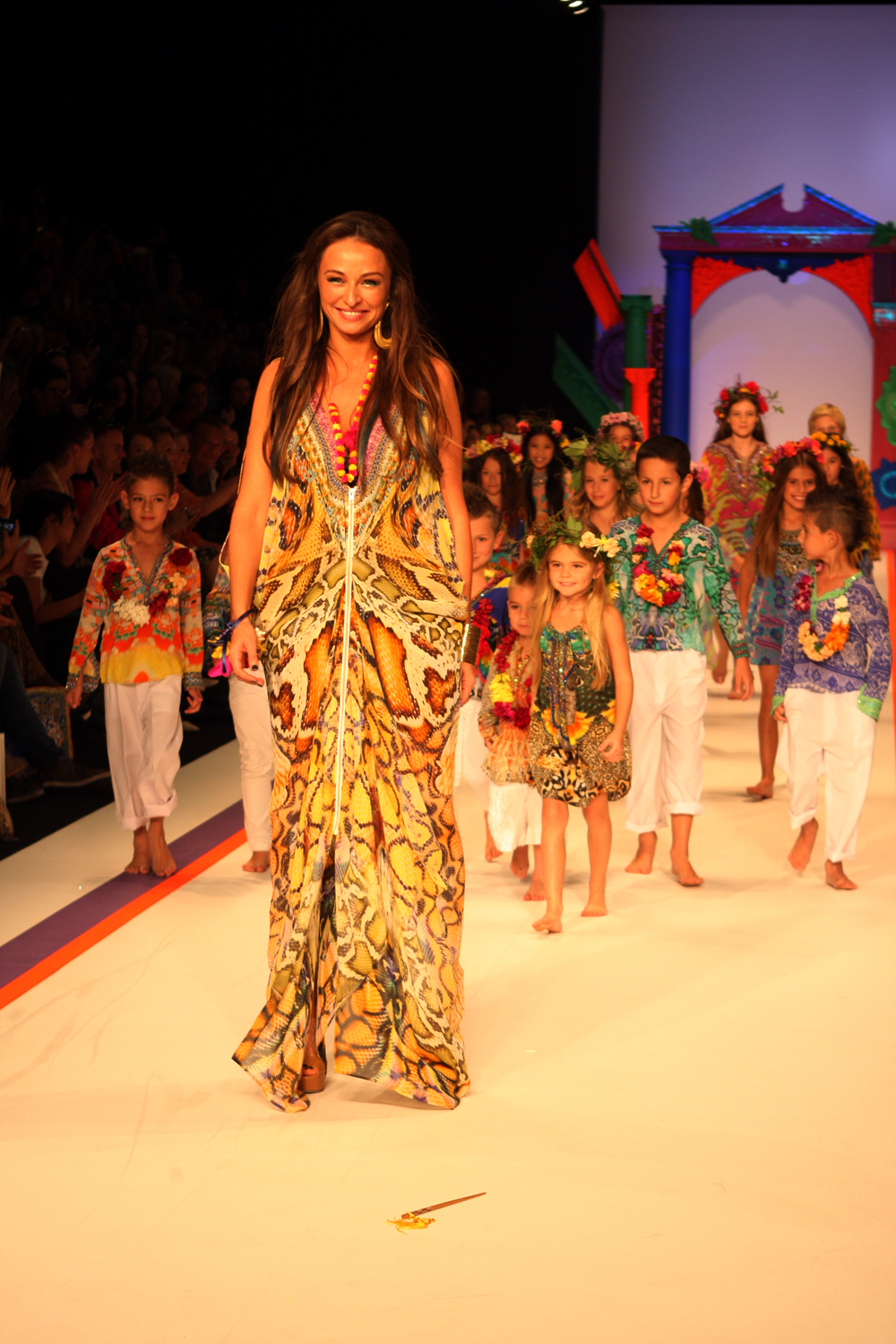
Camilla Franks à la Mercedes-Benz Fashion Week d'Australie en 2012

Camilla Franks a été diagnostiquée d'un cancer du sein de stade trois en janvier 2018, quelques mois seulement après avoir donné naissance à sa fille. Le cancer a nécessité l’ablation de ses ovaires et elle a déclaré qu’elle aurait aimé congeler ses ovules plus tôt dans la vie. Après une double mastectomie fin 2018, elle était déterminée à essayer d'avoir un deuxième bébé, mais a malheureusement subi cinq FIV infructueuses.
Camilla Franks s'est fiancée à l'artiste et musicien gallois JP Jones en 2016 et le couple prévoyait de se marier en 2017, mais son cancer a mis ce projet en suspens. Le couple se connaît depuis plus de 25 ans et s'est rencontré dans un club à Londres.
La créatrice australienne Carla Zampatti est l'une des inspirations mode de Camilla Franks, tout comme Vivienne Westwood et Frida Kahlo.
Camilla Franks pratique le bouddhisme. Elle habite avec sa famille dans une maison victorienne des années 1800, à Woollahra.